# Александр (Толстопятов)
Архиепи́скоп Алекса́ндр (в миру Анато́лий Миха́йлович Толстопя́тов; 22 октября 1878, Москва — 23 сентября 1945, Молотов) — епископ Русской православной церкви, архиепископ Молотовский и Соликамский.

## Биография

А. М. Толстопятов в японском плену (крайний слева)

Родился в семье профессора Московского университета Михаила Александровича Толстопятова.
Окончил Кронштадтское морское инженерное училище и Санкт-Петербургскую консерваторию, Михайловскую артиллерийскую академию (основной и дополнительный курс, 1912).

### Военно-морская служба

Мичман А. М. Толстопятов. Владивосток (1901–1902)

С 6 (19) мая 1901 года — мичман. В 1904 году был вахтенным офицером миноносца № 206. Участник русско-японской войны. Командовал призовой шхуной, потопленной таранным ударом японского транспорта. Оказавшись в воде, молодой офицер взмолился: «Господи, если Ты спасёшь меня, то всю свою жизнь я посвящу служению Тебе!». И в этот момент увидел рядом бревно, на котором и спасся.
16 (29) июня 1904 года Анатолий Михайлович «За отличную распорядительность и храбрость, проявленную во время крейсерства в Японском море при захвате военного транспорта „Киншу-Мару“, а также потопление шхун у берегов Северной Японии» был награждён орденом Св. Станислава 3-й степени с мечами и бантом». 18 апреля (1 мая) 1905 года в должности вахтенного начальника миноносца № 206 в составе миноносного отряда под командованием капитана 2-го ранга барона Радена участвовал в походе в Амурский залив, когда предполагался скрытый бросок к японским берегам с целью захвата и уничтожения вражеских паровых и парусных судов. Взят в плен неприятельским минным транспортом у входа в бухту Золотой Рог при попытке привести японскую трофейную шхуну во Владивосток. До конца 1905 года находился в плену в лагере Фукуока. Пробовал бежать, но был пойман береговой охраной.
С 1905 года — лейтенант, затем старший лейтенант. В 1912 году окончил Михайловскую артиллерийскую академию. В 1912—1914 годах занимал должность старшего офицера учебного судна «Пётр Великий»; 14 (27) апреля 1913 года произведён в чин капитана 2-го ранга. Служил на кораблях «Якут», «Пересвет», «Диана», был штатным преподавателем Морского корпуса.
С 1918 года служил в Красном флоте в качестве преподавателя физики на курсах командного состава.

### Священник и монах
В 1920 году был рукоположён во иерея; в 1920—1922 годах учился в Петроградском богословском институте. В 1921—1922 годах — настоятель Рождество-Богородицкой церкви при Петроградской консерватории.
Был арестован 13 марта 1922 года. По делу «о сопротивлении изъятию церковных ценностей» (процесс митрополита Вениамина) осуждён к трём годам тюрьмы со строгой изоляцией. Срок отбывал в Петроградском исправительном доме близ Александро-Невской лавры, был освобождён досрочно и в 1923 году пострижен в монашество. В 1924 году иеромонах Александр был вновь арестован, обвинён в том, что «уговаривал монахов Александро-Невской Лавры не платить квартирной платы». Был осуждён и отправлен в Соловецкий лагерь особого назначения на два года.
С 1926 года жил в Нижнем Новгороде, в Печерском монастыре. В этот период написал ряд трудов: «Научное обоснование Библейского сказания о сотворении мира», «Схему истории Вселенских Соборов», «Православное богослужение», «Христос как историческая личность» (рукописи изъяты при обыске в 1936 году). С августа 1928 года — архимандрит.
В январе 1929 года вновь арестован и выслан в Пермь; 15 февраля 1930 года вновь арестован, обвинён в антисоветской деятельности; 31 мая 1931 года приговорён к трём годам лишения свободы и отправлен в Беломоро-Балтийский лагерь.

### Архиерей
После досрочного освобождения приехал в Москву, где 21 августа 1933 года митрополит Сергий (Страгородский) и другие архиереи хиротонисали его во епископа Алма-Атинского.
Решительно боролся с обновленчеством, отличался строгим характером (прихожане прозвали его «Иван Грозный»). Говорил близким к себе людям: «Гонение на христиан и на Церковь — явление временное: существующей ныне власти дано время мучить верующих — чад Христовых, но этому будет конец в недалёком будущем». Разоблачал с амвона «шпионство прихожан», призывал изгонять из рядов верующих предателей Церкви.
В 1936 году был арестован (в частности, был обвинён в «активной борьбе с материализмом как основой революционной теории») и 3 сентября того же года приговорён Особым совещанием при НКВД СССР к заключению в исправительно-трудовой лагерь сроком на три года. Позднее срок заключения был продлён. Освобождён из лагеря в 1940 году (по другим данным — в 1943).
Переписывался с Патриаршим Местоблюстителем митрополитом Сергием (Страгородским). Летом 1943 года приезжал к нему в Ульяновск, где Митрополит Сергий находился в эвакуации. 7 сентября 1943 года Определением Патриаршего Местоблюстителя назначен епископом Молотовский, а на следующий день принял участие в Архиерейском соборе, на котором митрополит Сергий был избран Патриархом. С 26 декабря 1944 года — епископ Молотовский и Соликамский.
Служивший в Молотове в 1943—1944 годах Александр Осипов «беспристрастно засвидетельствовал», что владыка Александр — «один из немногих достойных архиереев, встречавшихся на моем пути /…/ В его духовном облике сплелись черты дисциплины, привитые ему флотом, выдержанность и вежливость — интеллигентным и культурным воспитанием, /…/ простой человеческой честности и порядочности».
Ввёл в клир будущего епископа Казанского Пантелеимона (Митрюковского) — 16 сентября 1944 года рукоположил его во диакона и 5 февраля 1945 года — во пресвитера.
Участник Поместного собора 1945 года. В сан архиепископа возведён 22 февраля 1945 года. Добился открытия 38 храмов, в том числе Троицкой церкви в г. Молотов (Пермь), ставшей кафедральным собором. Призывал верующих помогать фронту всеми возможными средствами. Так, на создание танковой колонны Русской православной церкви имени благоверного великого князя Димитрия Донского епархия пожертвовала 505 тыс. рублей.
Скончался 23 сентября 1945 года. Погребён епископом Свердловским Товией за алтарём Троицкого кафедрального собора Перми.

## Труды
статьи
- Годовщина знаменательных для Русской Церкви событий (4-8-12 сентября 1943 г.) // Журнал Московской Патриархии. 1944. — № 9. — С. 9-10.
- Воспоминания о в Бозе почившем Святейшем Патриархе Сергии // Журнал Московской Патриархии. М., 1944. — № 9. — С. 17-20.
- В Бозе почивший Патриарх Сергий // Патриарх Сергий и его духовное наследство. — М., 1947. — С. 223—230.
- Из поучений // Журнал Московской Патриархии. 2005. — № 9. — С. 75.
- О святых иконах Пресвятой Богородицы // Журнал Московской Патриархии. 2005. — № 11. — С. 70-73.

книги
- В плену у японцев. — СПб. 1909
- Краткий курс такелажных работ. — СПб. 1908.
- Курс такелажных работ. — СПб. 1909.
- Путь ко спасению. Мысли и думы. — Пермь, 1998.